# Pabasa
Pabasa, noble égyptien est intendant en chef de la divine adoratrice d'Amon Nitocris Ire pendant la période saïte. Il est enterré dans la tombe TT279, située à El-Assasif, une partie de la nécropole thébaine, près de Thèbes.
Son sarcophage a été acquis à Paris en 1836 par Alexander Douglas-Hamilton, 10e duc de Hamilton et est maintenant hébergé à la Kelvingrove Art Gallery and Museum, Glasgow, en Écosse.
La sépulture d'un des petits-fils de Pabasa, Pedubast, intendant en chef et surveillant de Haute-Égypte, a été découverte en 2015, à l'intérieur de la tombe TT391 à El-Assasif.